# CARA Brazzaville
CARA Brazzaville, grundad 1935, är en fotbollsklubb i Brazzaville i Republiken Kongo. Klubben spelar säsongen 2021/2022 i Kongos högstadivision, Congo Premier League.
Utöver ett flertal nationella ligatitlar är CARA:s största merit segern i föregångaren till afrikanska Champions League, African Cup of Champions Clubs, 1974. CARA avslutade turneringen med sex mål i både semifinalen och finalen, och blev mästare efter att ha besegrat egyptiska Ghazl El Mahalla med 6–3 över två finalmatcher.

## Meriter i urval

### Nationella
- Congo Premier League (6): 1969, 1973, 1975, 1981/1982, 1984, 2008
- Kongolesiska cupen (3): 1981, 1986, 1992

### Internationella
- African Cup of Champions Clubs (1): 1974

## Placering tidigare säsonger
| Säsong  | Nivå | Liga                 | Placering | Referens | Notering |
| ------- | ---- | -------------------- | --------- | -------- | -------- |
| 2019/20 | 1    | Congo Premier League | 5         | [ 3 ]    |          |
| 2021    | 1    | Congo Premier League | 5         | [ 4 ]    |          |
| 2021/22 | 1    | Congo Premier League | 5         | [ 5 ]    |          |